# Sport- und Schwimmverein Reutlingen 05 2000-2001
Questa voce raccoglie le informazioni riguardanti il Sport- und Schwimmverein Reutlingen 05 nelle competizioni ufficiali della stagione 2000-2001.

## Stagione
Nella stagione 2000-2001 il Reutlingen, allenato da Armin Veh, concluse il campionato di 2. Bundesliga al 7º posto. In Coppa di Germania il Reutlingen fu eliminato al primo turno dallo Hertha Berlino.

## Rosa
| N. |                      | Ruolo | Calciatore          |
| -- | -------------------- | ----- | ------------------- |
| 1  | Germania (bandiera)  | P     | Marco Langner       |
| 2  | Germania (bandiera)  | D     | Alexander Malchow   |
| 3  | Germania (bandiera)  | D     | Torsten Traub       |
| 4  | Germania (bandiera)  | D     | Joachim Cast        |
| 5  | Croazia (bandiera)   | D     | Saša Janić          |
| 6  | Ghana (bandiera)     | C     | Godfried Aduobe     |
| 7  | Germania (bandiera)  | C     | Robert Hofacker     |
| 8  | Austria (bandiera)   | C     | Stefan Lexa         |
| 9  | Germania (bandiera)  | C     | Jan Hoffmann        |
| 10 | Germania (bandiera)  | C     | Ralf Becker         |
| 11 | Camerun (bandiera)   | A     | Olivier Djappa      |
| 13 | Rep. Ceca (bandiera) | A     | Milan Kerbr         |
| 14 | Nigeria (bandiera)   | D     | Donald Agu          |
| 15 | Germania (bandiera)  | D     | Torsten Chmielewski |

| N. |                                 | Ruolo | Calciatore           |
| -- | ------------------------------- | ----- | -------------------- |
| 16 | Germania (bandiera)             | A     | Andreas Rill         |
| 17 | Germania (bandiera)             | D     | Mario Wildmann       |
| 18 | Germania (bandiera)             | A     | Nico Frommer         |
| 19 | Rep. Ceca (bandiera)            | C     | Jiří Barbořík        |
| 20 | Georgia (bandiera)              | A     | Mikheil Sajaia       |
| 21 | Germania (bandiera)             | D     | Sören Dreßler        |
| 22 | Germania (bandiera)             | D     | Denis Lapaczinski    |
| 23 | Germania (bandiera)             | P     | Ralf Hermanutz       |
| 30 | Finlandia (bandiera)            | A     | Antti Sumiala        |
| 32 | Serbia (bandiera)               | P     | Goran Ćurko          |
|    | Germania (bandiera)             | P     | Michael Gurski       |
|    | Germania (bandiera)             | D     | Thomas Pfannkuch     |
|    | Bosnia ed Erzegovina (bandiera) | A     | Haris Karamehmedović |

## Organigramma societario
Area tecnica
- Allenatore: Armin Veh
- Allenatore in seconda:
- Preparatore dei portieri:
- Preparatori atletici:

## Calciomercato

### Sessione estiva
| Acquisti | Acquisti          | Acquisti            | Acquisti |
| R.       | Nome              | da                  | Modalità |
| -------- | ----------------- | ------------------- | -------- |
| A        | Nico Frommer      | Borussia M'gladbach |          |
| P        | Ralf Hermanutz    | Pfullendorf         |          |
| D        | Alexander Malchow | Augusta             |          |
| C        | Thorsten Seufert  | Schweinfurt 05      |          |

| Cessioni | Cessioni         | Cessioni        | Cessioni |
| R.       | Nome             | a               | Modalità |
| -------- | ---------------- | --------------- | -------- |
| C        | Thorsten Seufert | Jahn Ratisbona  |          |
| A        | Nico Schuska     | 1. FC Pforzheim |          |

### Sessione invernale
| Acquisti | Acquisti      | Acquisti      | Acquisti |
| R.       | Nome          | da            | Modalità |
| -------- | ------------- | ------------- | -------- |
| C        | Jiří Barbořík | Sigma Olomouc |          |
| A        | Antti Sumiala | Jokerit       |          |

| Cessioni | Cessioni | Cessioni | Cessioni |
| R.       | Nome     | a        | Modalità |
| -------- | -------- | -------- | -------- |

## Risultati

### 2. Bundesliga

#### Girone di andata
| Arbitro: | Kemmling |

|                           |           |                       |
| Djappa 18’, 61’ Traub 56’ | Marcatori | 44’ Ouakili 52’ Thurk |

| Arbitro: | Albrecht |

|                                         |           |           |
| Diane 21’, 90’ Guzik 72’ Lämmermann 81’ | Marcatori | 85’ Kerbr |

| Arbitro: | Haupt |

|                         |           |  |
| Hoffmann 68’ Djappa 89’ | Marcatori |  |

| Arbitro: | Wagner |

|                              |           |  |
| Driller 11’ Traub 15’ (aut.) | Marcatori |  |

| Arbitro: | Rafati |

|                                               |           |            |
| Frommer 4’ Kerbr 51’ Djappa 52’, 59’ Lexa 86’ | Marcatori | 27’ Hamann |

| Arbitro: | Margenberg |

|             |           |              |
| Vukotić 86’ | Marcatori | 17’ Hofacker |

| Arbitro: | Kinhöfer |

|                                                        |           |            |
| Stendel 1’ Lala 2’ Štefulj 51’ Bounoua 62’ Däbritz 86’ | Marcatori | 32’ Becker |

| Arbitro: | Fröhlich |

|              |           |  |
| Hofacker 72’ | Marcatori |  |

| Arbitro: | Rafati |

|                                                  |           |                                |
| Közle 22’ Cast 40’ (aut.) Seidel 76’ Hoersen 88’ | Marcatori | 14’, 87’ Lapaczinski 86’ Kerbr |

| Arbitro: | Weber |

|                             |           |                         |
| Djappa 14’, 70’ Malchow 21’ | Marcatori | 2’ Labbadia 73’ Stratos |

| Arbitro: | Anklam |

|            |           |            |
| Ašanin 23’ | Marcatori | 37’ Djappa |

| Arbitro: | Kammerer |

|                     |           |                         |
| Djappa 39’ Lexa 73’ | Marcatori | 15’ Ruman 67’ Škarabela |

| Arbitro: | Jansen |

|                       |           |                                      |
| Krupniković 1’ (rig.) | Marcatori | 7’ Aduobe 25’ Lapaczinski 79’ Djappa |

| Arbitro: | Weiner |

|                                                                                 |           |                |
| Lapaczinski 31’ Malchow 33’, 74’ Frommer 45’, 64’ Janić 50’ Lexa 70’ Djappa 79’ | Marcatori | 57’, 89’ Choji |

| Arbitro: | Perl |

|  |           |                                |
|  | Marcatori | 43’ Frommer 69’ (rig.) Malchow |

| Arbitro: | Meyer |

|                      |           |                            |
| Becker 31’ Traub 58’ | Marcatori | 44’ Leandro 51’ Scharinger |

| Arbitro: | Kinhöfer |

|                     |           |  |
| Toborg 22’ Obad 78’ | Marcatori |  |

#### Girone di ritorno
| Arbitro: | Voss |

|             |           |                 |
| Ouakili 90’ | Marcatori | 67’ Lapaczinski |

| Arbitro: | Scheppe |

|                                                 |           |         |
| Djappa 25’ Malchow 84’ (rig.) Müller 89’ (aut.) | Marcatori | 18’ Xie |

| Arbitro: | Jansen |

|          |           |  |
| Rath 37’ | Marcatori |  |

| Arbitro: | Anklam |

|                                              |           |                      |
| Hofacker 49’ Hoffmann 60’ Malchow 76’ (rig.) | Marcatori | 32’ Möckel 70’ Gomis |

| Arbitro: | Haupt |

|                                  |           |           |
| Spörl 28’ Feinbier 31’ Bella 35’ | Marcatori | 17’ Traub |

| Arbitro: | Stark |

|                 |           |          |
| Lapaczinski 62’ | Marcatori | 45’ Vata |

| Arbitro: | Aust |

|                                            |           |  |
| Malchow 21’ (rig.) Djappa 27’ Hoffmann 88’ | Marcatori |  |

| Arbitro: | Kammerer |

|            |           |  |
| Blessin 4’ | Marcatori |  |

| Arbitro: | Weiner |

|  |           |          |
|  | Marcatori | 40’ Vana |

| Arbitro: | Minskowski |

|                       |           |            |
| Labbadia 9’, 19’, 23’ | Marcatori | 82’ Djappa |

| Arbitro: | Fröhlich |

|                                |           |          |
| Becker 18’ Djappa 45’ Lexa 46’ | Marcatori | 87’ Auer |

| Arbitro: | Margenberg |

|               |           |  |
| Elberfeld 72’ | Marcatori |  |

| Arbitro: | Scheppe |

|                         |           |  |
| Malchow 12’ (rig.), 24’ | Marcatori |  |

| Arbitro: | Voss |

|                          |           |                              |
| Weber 17’ Bartolović 90’ | Marcatori | 34’ Djappa 72’ (aut.) Cartus |

| Arbitro: | Späker |

|                        |           |  |
| Sumiala 29’ Aduobe 69’ | Marcatori |  |

| Arbitro: | Meyer |

|                                    |           |                                    |
| Ristić 63’ (rig.) Traub 86’ (aut.) | Marcatori | 51’, 72’ (rig.) Djappa 74’ Sumiala |

| Arbitro: | Weber |

|           |           |              |
| Traub 46’ | Marcatori | 87’ Lipinski |

### Coppa di Germania
| Arbitro: | Berg |

|                        |           |                                       |
| Djappa 57’ (rig.), 62’ | Marcatori | 8’ Preetz 54’ Wosz 93’ Kōnstantinidīs |

## Statistiche

### Statistiche di squadra
| Competizione      | Punti | In casa | In casa | In casa | In casa | In casa | In casa | In trasferta | In trasferta | In trasferta | In trasferta | In trasferta | In trasferta | Totale | Totale | Totale | Totale | Totale | Totale | DR  |
| Competizione      | Punti | G       | V       | N       | P       | Gf      | Gs      | G            | V            | N            | P            | Gf           | Gs           | G      | V      | N      | P      | Gf     | Gs     | DR  |
| ----------------- | ----- | ------- | ------- | ------- | ------- | ------- | ------- | ------------ | ------------ | ------------ | ------------ | ------------ | ------------ | ------ | ------ | ------ | ------ | ------ | ------ | --- |
| 2. Bundesliga     | 53    | 17      | 12      | 4       | 1       | 44      | 18      | 17           | 3            | 4            | 10           | 20           | 34           | 34     | 15     | 8      | 11     | 64     | 52     | +12 |
| Coppa di Germania | -     | 1       | 0       | 0       | 1       | 2       | 3       | 0            | 0            | 0            | 0            | 0            | 0            | 1      | 0      | 0      | 1      | 2      | 3      | -1  |
| Totale            | 53    | 18      | 12      | 4       | 2       | 46      | 21      | 17           | 3            | 4            | 10           | 20           | 34           | 35     | 15     | 8      | 12     | 66     | 55     | +11 |

### Andamento in campionato
| Giornata  | 1 | 2  | 3 | 4 | 5 | 6 | 7  | 8 | 9 | 10 | 11 | 12 | 13 | 14 | 15 | 16 | 17 | 18 | 19 | 20 | 21 | 22 | 23 | 24 | 25 | 26 | 27 | 28 | 29 | 30 | 31 | 32 | 33 | 34 |
| --------- | - | -- | - | - | - | - | -- | - | - | -- | -- | -- | -- | -- | -- | -- | -- | -- | -- | -- | -- | -- | -- | -- | -- | -- | -- | -- | -- | -- | -- | -- | -- | -- |
| Luogo     | C | T  | C | T | C | T | T  | C | T | C  | T  | C  | T  | C  | T  | C  | T  | T  | C  | C  | T  | C  | T  | C  | T  | C  | T  | C  | T  | C  | T  | C  | T  | C  |
| Risultato | V | P  | V | P | V | N | P  | V | P | V  | N  | N  | V  | V  | V  | N  | P  | N  | V  | V  | P  | N  | P  | V  | P  | P  | P  | V  | P  | V  | N  | V  | V  | N  |
| Posizione | 5 | 12 | 8 | 8 | 7 | 8 | 10 | 8 | 9 | 6  | 6  | 6  | 4  | 4  | 3  | 3  | 5  | 7  | 4  | 4  | 4  | 4  | 5  | 4  | 6  | 7  | 10 | 8  | 9  | 7  | 7  | 7  | 7  | 7  |

Legenda:

Luogo: C = Casa; T = Trasferta. Risultato: V = Vittoria; N = Pareggio; P = Sconfitta.

### Statistiche dei giocatori
| Giocatore         | 2. Bundesliga | 2. Bundesliga | 2. Bundesliga | 2. Bundesliga | Coppa di Germania | Coppa di Germania | Coppa di Germania | Coppa di Germania | Totale   | Totale | Totale      | Totale     |
| Giocatore         | Presenze      | Reti          | Ammonizioni   | Espulsioni    | Presenze          | Reti              | Ammonizioni       | Espulsioni        | Presenze | Reti   | Ammonizioni | Espulsioni |
| ----------------- | ------------- | ------------- | ------------- | ------------- | ----------------- | ----------------- | ----------------- | ----------------- | -------- | ------ | ----------- | ---------- |
| G. Aduobe         | 34            | 2             | 5             | 0             | 1                 | 0                 | 0                 | 0                 | 35       | 2      | 5           | 0          |
| D. Agu            | 22            | 0             | 1             | 0             | 1                 | 0                 | 0                 | 0                 | 23       | 0      | 1           | 0          |
| J. Barbořík       | 8             | 0             | 0             | 0             | 0                 | 0                 | 0                 | 0                 | 8        | 0      | 0           | 0          |
| R. Becker         | 30            | 3             | 1             | 1             | 0                 | 0                 | 0                 | 0                 | 30       | 3      | 1           | 1          |
| J. Cast           | 20            | 0             | 4             | 0             | 1                 | 0                 | 0                 | 0                 | 21       | 0      | 4           | 0          |
| T. Chmielewski    | 1             | 0             | 0             | 0             | 0                 | 0                 | 0                 | 0                 | 1        | 0      | 0           | 0          |
| O. Djappa         | 33            | 18            | 6             | 0             | 1                 | 2                 | 0                 | 0                 | 34       | 20     | 6           | 0          |
| S. Dreßler        | 12            | 0             | 2             | 0             | 0                 | 0                 | 0                 | 0                 | 12       | 0      | 2           | 0          |
| N. Frommer        | 16            | 4             | 2             | 0             | 1                 | 0                 | 0                 | 0                 | 17       | 4      | 2           | 0          |
| M. Gurski         | 0             | 0             | 0             | 0             | 0                 | 0                 | 0                 | 0                 | 0        | 0      | 0           | 0          |
| R. Hermanutz      | 10            | 0             | 0             | 0             | 1                 | 0                 | 0                 | 0                 | 11       | 0      | 0           | 0          |
| R. Hofacker       | 25            | 3             | 7             | 0             | 1                 | 0                 | 0                 | 0                 | 26       | 3      | 7           | 0          |
| J. Hoffmann       | 29            | 3             | 3             | 0             | 1                 | 0                 | 0                 | 0                 | 30       | 3      | 3           | 0          |
| S. Janić          | 31            | 1             | 3             | 1             | 1                 | 0                 | 0                 | 0                 | 32       | 1      | 3           | 1          |
| H. Karamehmedović | 0             | 0             | 0             | 0             | 0                 | 0                 | 0                 | 0                 | 0        | 0      | 0           | 0          |
| M. Kerbr          | 6             | 3             | 0             | 0             | 1                 | 0                 | 0                 | 0                 | 7        | 3      | 0           | 0          |
| M. Langner        | 9             | 0             | 0             | 1             | 0                 | 0                 | 0                 | 0                 | 9        | 0      | 0           | 1          |
| D. Lapaczinski    | 33            | 6             | 6             | 0             | 1                 | 0                 | 0                 | 0                 | 34       | 6      | 6           | 0          |
| S. Lexa           | 28            | 4             | 1             | 0             | 1                 | 0                 | 0                 | 0                 | 29       | 4      | 1           | 0          |
| A. Malchow        | 26            | 9             | 7             | 0             | 1                 | 0                 | 0                 | 0                 | 27       | 9      | 7           | 0          |
| T. Pfannkuch      | 0             | 0             | 0             | 0             | 0                 | 0                 | 0                 | 0                 | 0        | 0      | 0           | 0          |
| A. Rill           | 1             | 0             | 0             | 0             | 0                 | 0                 | 0                 | 0                 | 1        | 0      | 0           | 0          |
| M. Sajaia         | 9             | 0             | 0             | 0             | 0                 | 0                 | 0                 | 0                 | 9        | 0      | 0           | 0          |
| A. Sumiala        | 13            | 2             | 0             | 0             | 0                 | 0                 | 0                 | 0                 | 13       | 2      | 0           | 0          |
| T. Traub          | 32            | 4             | 8             | 1             | 1                 | 0                 | 0                 | 0                 | 33       | 4      | 8           | 1          |
| M. Wildmann       | 25            | 0             | 4             | 0             | 0                 | 0                 | 0                 | 0                 | 25       | 0      | 4           | 0          |
| G. Ćurko          | 16            | 0             | 0             | 0             | 0                 | 0                 | 0                 | 0                 | 16       | 0      | 0           | 0          |